# Leptonycteris nivalis
Espèce
Statut de conservation UICN

 EN A2c : En danger
Leptonycteris nivalis est une espèce de chauves-souris de la famille des Phyllostomidae.

## Distribution
Cette espèce se rencontre au Guatemala, au Mexique et dans le sud des États-Unis (Arizona, sud du Nouveau-Mexique et ouest du Texas).

Carte de répartition

## Publication originale
- De Saussure, 1860 : Notes sur quelques mammifères du Mexique. Extrait de la Revue et Magasin de Zoologie, vol. 1, p. 1-82 (texte intégral).